# Unione Sportiva Triestina Calcio 1997-1998
Questa pagina raccoglie le informazioni riguardanti l'Unione Sportiva Triestina Calcio nelle competizioni ufficiali della stagione 1997-1998.

## Rosa
| N. |                   | Ruolo | Calciatore         |
| -- | ----------------- | ----- | ------------------ |
|    | Italia (bandiera) | D     | Nicola Bambini     |
|    | Italia (bandiera) | D     | Paolo Benetti      |
|    | Italia (bandiera) | D     | Gianmaria Berretti |
|    | Italia (bandiera) | D     | Paolo Bianchet     |
|    | Italia (bandiera) | D     | Gianluca Birtig    |
|    | Italia (bandiera) | C     | Alessandro Canella |
|    | Italia (bandiera) | C     | Alen Carli         |
|    | Italia (bandiera) | C     | Fabrizio Catelli   |
|    | Italia (bandiera) | C     | Gianluca Coti      |
|    | Italia (bandiera) | D     | Enzo Gambaro       |
|    | Italia (bandiera) | A     | Mirco Gubellini    |
|    | Italia (bandiera) | A     | Gianluca Hervatin  |
|    | Italia (bandiera) | D     | Daniele Manni      |

| N. |                   | Ruolo | Calciatore          |
| -- | ----------------- | ----- | ------------------- |
|    | Italia (bandiera) | D     | Simone Masi         |
|    | Italia (bandiera) | C     | Aureliano Modesti   |
|    | Italia (bandiera) | D     | Massimiliano Notari |
|    | Italia (bandiera) | C     | Nicola Princivalli  |
|    | Italia (bandiera) | A     | Giovanni Riccardo   |
|    | Italia (bandiera) | C     | Andrea Polmonari    |
|    | Italia (bandiera) | C     | Eugenio Sgarbossa   |
|    | Italia (bandiera) | A     | Marco Spilli        |
|    | Italia (bandiera) | A     | Giovanni Tiberi     |
|    | Italia (bandiera) | C     | Carlo Troscè        |
|    | Italia (bandiera) | A     | Gianluca Velner     |
|    | Italia (bandiera) | P     | Graziano Vinti      |
|    | Italia (bandiera) | A     | Riccardo Zampagna   |